# Ewens Ponds Conservation Park
Ewens Ponds Conservation Park är en park i Australien. Den ligger i delstaten South Australia, omkring 400 kilometer sydost om delstatshuvudstaden Adelaide. Ewens Ponds Conservation Park ligger 13 meter över havet.
Trakten är glest befolkad. Närmaste större samhälle är Port MacDonnell, nära Ewens Ponds Conservation Park. 
Trakten runt Ewens Ponds Conservation Park består till största delen av jordbruksmark. Genomsnittlig årsnederbörd är 956 millimeter. Den regnigaste månaden är juni, med i genomsnitt 165 mm nederbörd, och den torraste är februari, med 18 mm nederbörd.